# هيلغا رادتكه
هيلغا رادتكه (بالألمانية: Helga Radtke) (و. 1962  م) هي منافسة ألعاب القوى من ألمانيا، وألمانيا الشرقية، ولدت في زاسنيتس، شاركت في الألعاب الأولمبية الصيفية 1992.

## روابط خارجية
- هيلغا رادتكه على موقع الاتحاد الدولي لألعاب القوى (الإنجليزية)
- هيلغا رادتكه على موقع أوليمبيديا (الإنجليزية)